# Filippo Cicala
Filippo Cicala (Genova, 1530 circa – Roma, agosto 1572) è stato un corsaro e condottiero italiano appartenente ad una nobile ed antica famiglia viscomitale, i Cicala o Çigä in lingua genovese.
Condottiero di ventura genovese e valente corsaro, è noto più per le sue scorrerie piratesche tra le isole della Grecia e le coste turche a metà del XVI secolo.
Appartiene ad una nobile ed antica famiglia viscomitale, i Cicala o Çigä in lingua genovese, è figlio naturale di Vincenzo Cicala e nipote del cardinale Giovanni Battista Cicala; le sue imprese si dipanano negli episodi navali di Capo Matapan, Kithira, Milos, Kea e Rafti. Viene a lungo braccato dal veneziano Cristoforo Canal che lo cattura, nel 1561 circa, al largo delle coste della Morea e lo conduce in prigionia a Venezia. Dopo pochi mesi viene liberato da Papa Pio IV che gli paga un riscatto, con l'intercessione di alcuni cardinali genovesi, e si trasferisce definitivamente presso la sua corte a Roma promettendo solennemente di non attaccare mai più navi veneziane.